# Файславице (гмина)
Файславице (пол. Fajsławice) — сельская гмина (волость) в Польше, входит как административная единица в Красноставский повет, Люблинское воеводство. Население — 5099 человек (на 2004 год).

## Сельские округа
1. Белеха
2. Бонево
3. Дзецинин
4. Файславице
5. Игнасин
6. Косновец
7. Ксаверувка
8. Седлиска
9. Седлиска
10. Марысин
11. Суходолы
12. Воля-Идзиковска
13. Зосин

## Соседние гмины
1. Гмина Лопенник-Гурны
2. Гмина Пяски
3. Гмина Рыбчевице
4. Гмина Травники